# Nemacheilus binotatus
Nemacheilus binotatus är en fiskart som beskrevs av Smith, 1933. Nemacheilus binotatus ingår i släktet Nemacheilus och familjen grönlingsfiskar. IUCN kategoriserar arten globalt som otillräckligt studerad. Inga underarter finns listade i Catalogue of Life.